# Средненский замок
Средненский замок (Середнянский замок; укр. Середнянський замок, венг. Szerednyei vár) — замок, расположенный в посёлке городского типа Среднее Ужгородского района. Средненский замок образует одна четырёхугольная башня-донжон (18,6 м × 16,5 м), высота которой достигает 20 м, а толщина стен — 2,6 м. Это единственный замок Закарпатья, в котором в незаконченном виде сохранились черты романского стиля. Сейчас он хотя по праву и считается одной из главных достопримечательностей Закарпатья, находится в плачевном состоянии неухоженной развалины.
Согласно последним исследованиям археологов и историков Ужгородского университета в сотрудничестве с венгерскими и чешскими специалистами в данной области, информация о постройке этого замка в 11-12 веках Тамплиерами не соответствует действительности.
Проведенные раскопки на территории замка и исследование обнаруженных артефактов, позволяет с уверенностью утверждать, что к ордену Тамплиеров замок отношения не имеет, т.к. был возведен значительно позже (датирован 1557 годом, в то время как орден Тамплиеров просуществовал с 1119 по 1312 год). Исследование найденных артефактов не выявило ни одного предмета старше 15 века, экспертная оценка кирпичей, использованных в кладке стен так же определяет их возраст не ранее 15 столетия. Стиль фортификационного сооружения полностью соответствует подобным сооружениям на территории Венгрии, которые начали возводиться на рубеже 15-16 веков.
Это, пожалуй, самый молодой замок Закарпатья (а не самый старый, как утверждалось ранее)
Прямое отношение замок имеет к венгерскому военачальнику Иштвану Добо и его сыну, которые, вероятнее всего, замок строили и длительное время проживали в нем. Довольно быстро замок утратил свое фортификационное значение и уже в 17-18 веке начал приходить в упадок и был заброшен.
Наибольший урон замку нанесли не боевые действия, осады и штурмы, а местные жители, разобравшие, оставшиеся без гарнизона, стены замка на стройматериалы для фундаментов своих домов.

## Описание
Средненский замок был характерным для Западной Европы XII века оборонительным сооружением в виде башни-донжона (башни последней обороны). Такие башни были дозорными и не предназначенными для длительного проживания. Но если была необходимость, они могли стать мощными пунктами обороны, потому что имели хорошую зону обзора и из неё можно было вести круговой обстрел. Кроме того, такие башни имели круговую систему валов и рвов. Эти составляющие были и у Середнянского замка. К тому же, первая линия его валов была устроена параллельно стенам башни и усилена каменной стеной с цилиндрическими угловыми башнями. Следов от тех передовых укреплений сейчас почти не осталось.
Средненский замок образует всего лишь одна четырёхугольная мощная каменная башня-донжон (18,6 м х 16,5 м) — главное и наиболее характерное звено романской средневековой крепости, прообразом которой были древнеримские пограничные сторожевые вышки на Рейне и Дунае.
Сначала донжон Середнянского замка был трёхъярусным с балочными межэтажными перекрытиями. Кладка стен башни из каменного бута. Для большей прочности углы башни с внешней стороны выложены каменными квадратами, а стены с обеих сторон аккуратно облицованы отшлифованным камнем, что не только усиливало прочность стен башни, но и значительно смягчало суровость сооружения. Высота башни достигает 20 метров, а толщина стен — 2,6 метров.
Вход в башню-донжон с целью безопасности был размещён на уровне второго яруса по центру восточной стены. К нему вела со стороны двора деревянная лестница, которая при необходимости (опасности) легко демонтировалась, а то и сжигалась. Второй ярус образовывали три помещения. В одном из них были ступени, которые вели на третий ярус. Перекрытие между вторым и третьим ярусами было плоское на деревянных балках. Стены третьего яруса сохранились фрагментарно. Со второго этажа ещё одни белокаменные ступени, фрагменты которых были обнаружены во время недавних археологических работ, вели на первый ярус. В первом ярусе было два помещения — «восточное» и «западное», размеры которых 11,2 × 6 метров. Посередине стены, разделяющей помещения и имеющей толщину 1,3 м, расположен проём для дверей шириной 80 см. Неподалёку от дверного проёма в полу «восточного» помещения видна яма, засыпанная камнями. Вероятно, здесь был колодец.

## История

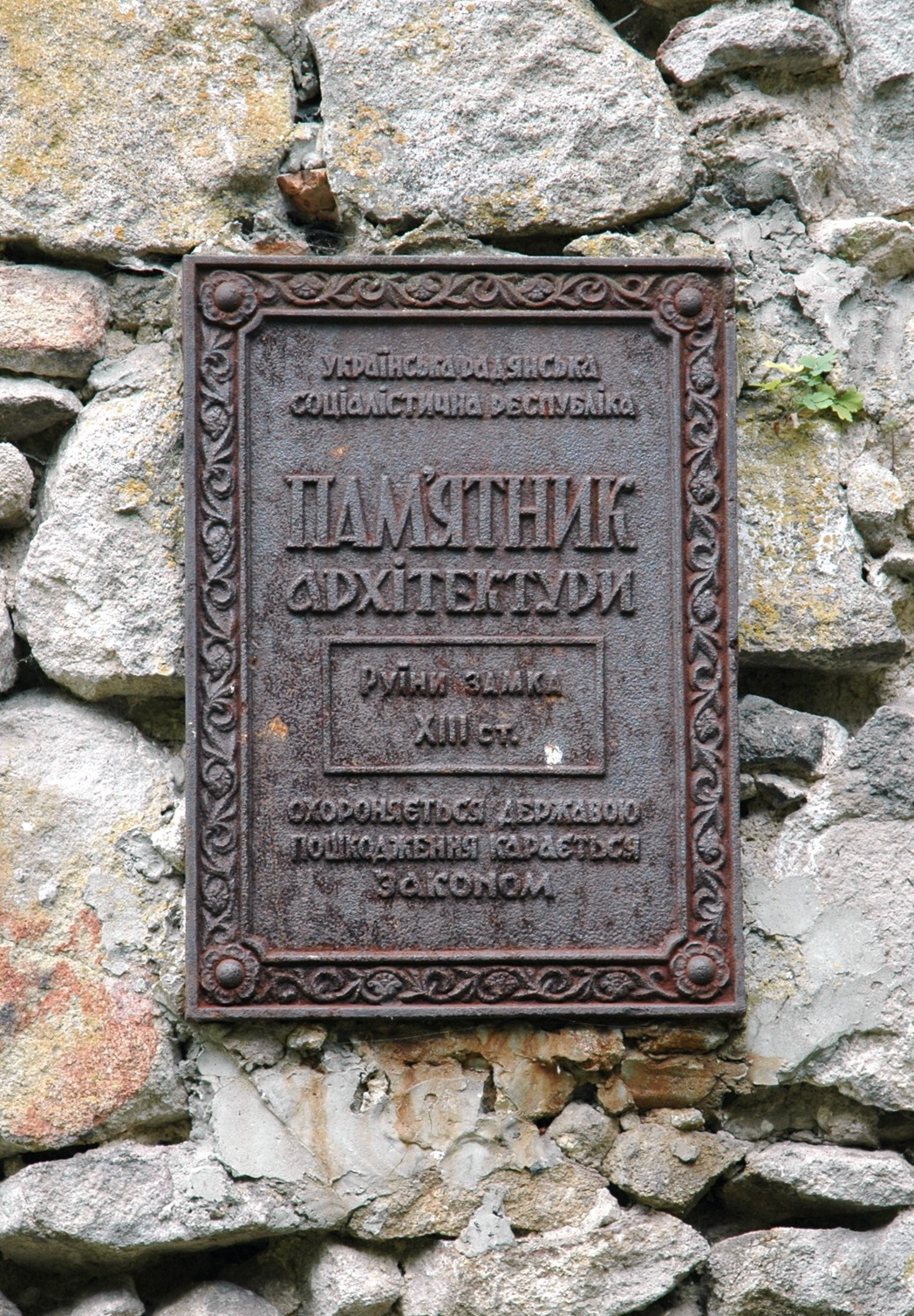
Памятник архитектуры

В Средневековье тамплиеры получили право на торговлю солотвинской солью. «Соляной путь» с Подкарпатских рудников в Европу проходил через Закарпатье. Тамплиеры быстро возводят вдоль всего соляного пути ряд укреплений, которые использовались как таможенные посты, а при необходимости и как пункты дислокации небольших военных гарнизонов, что оберегали тот соляной путь. Одно из таких укреплений сохранилось в Среднем.
Собственно период возведения Середнянского замка монахами Ордена тамплиеров относят к XII веку.
В 1312 году после ликвидации Ордена тамплиеров Средненский замок перешёл в собственность монахов Ордена св. Павла. Они ввязались в затяжные распри за венгерскую корону. После подавления королевской оппозиции венгерская корона конфисковала их владения и передала более лояльным владельцам.
Так, в 1320 году свою власть над краем закрепила венгерская корона, и земли разделены венгерским королём Карлом I Робертом между Другетами, Дожами, Дебреценом и другими венгерскими шляхетскими родами, которые длительное время враждовали между собой и участвовали в междоусобных схватках за отдельные владения.
Именно вторая половина XIV — начало XV века стал периодом борьбы между магнатами Другетами и родом Палочи с Середнянского замка, которая завершилась в пользу последних.
В 1526 году в битве при Мохаче турки разгромили объединённое венгерско-хорватское войско. Вместе с королём погиб последний представитель рода Палочи по мужской линии. Среднее и замок переходят к роду Добо. Новые властители укрепляют замок и развивают виноградарство и виноделие в Среднем. В частности, сын Иштвана Добо с компаньонами силами пленных турок расширяет и углубляет винные подвалы. Их общая протяжённость достигает 4 километров. О тех временах сейчас напоминает отчеканенная на камне 550 лет назад табличка, которая находится в подвалах, используемых ныне местным винзаводом «Леанка». Рядом находится свежая табличка — деревянная доска, на которой вырезан перевод старого текста: «Выдолблено стараниями знатных братьев наследников и владельцев замка в Среднем Франциска Стефана и Доминика Добо из Рускои. (Подвал) укрепили бойницами и рвом. Года Христового тысяча пятьсот пятьдесят седьм(ого)».
На протяжении XVII—XVIII веков Средненский замок ещё не раз менял своих обладателей во время многочисленных австро-турецких и австро-венгерских войн. В этих войнах замок постепенно разрушался, ремонтные работы никто не проводил, поскольку архаичное каменное здание уже не отвечало стилю жизни дворян того времени.
Ощутимый удар замку был нанесён во время антигабсбургского движения венгерских дворян под руководством Ференца II Ракоци в 1703-1711 годах, после чего замок, с окружающей территорией, как и весь край, перешёл во владение Габсбургов и более не восстанавливался.